# Paul Van Asbroeck
Paul Van Asbroeck (ur. 1 maja 1874 w Schaerbeek, zm. 20 kwietnia 1959 tamże) – belgijski strzelec, medalista olimpijski, multimedalista mistrzostw świata. Brat Juliena, również wielokrotnego medalisty mistrzostw świata.
Pięciokrotny olimpijczyk (IO 1900, IO 1908, IO 1920, IO 1924, IO 1936). Został sklasyfikowany w ponad 20 konkurencjach, z czego co najmniej 10 razy wystąpił na igrzyskach w Antwerpii. Trzykrotnie zdobył medale olimpijskie, jednak dokonał tego na dwóch pierwszych igrzyskach. W Paryżu był trzeci w karabinie dowolnym w trzech postawach z 300 metrów – był to zarazem jego pierwszy medal mistrzostw świata (turniej w Paryżu był jednocześnie rozgrywany jako czwarta edycja mistrzostw świata w strzelectwie). Wyższe miejsca osiągnął w 1908 roku, kiedy wywalczył swój jedyny tytuł mistrza olimpijskiego. Zdobył złoto w pistolecie dowolnym z 50 jardów, zaś w drużynie (René Englebert, Charles Paumier du Vergier, Réginald Storms, Paul Van Asbroeck) został wicemistrzem olimpijskim. Startował jeszcze na igrzyskach w 1920, 1924 i 1936 roku, jednak bez zdobyczy medalowych. Podczas igrzysk w Berlinie miał ukończone 62 lata, będąc najstarszym reprezentantem Belgii na tych zawodach.
Van Asbroeck jest 35-krotnym medalistą mistrzostw świata. W dorobku ma 13 złotych, 9 srebrnych i 13 brązowych medali, które wywalczył w latach 1900-1930. Był najlepszym zawodnikiem mistrzostw świata w 1931 roku, jeśli chodzi o liczbę zdobytych miejsc na podium (9).

## Osiągnięcia sportowe

### Wyniki olimpijskie
| Igrzyska | Konkurencja                                     | Wynik                             | Miejsce     | Źródło |
| -------- | ----------------------------------------------- | --------------------------------- | ----------- | ------ |
| IO 1900  | Karabin dowolny, trzy postawy, 300 m            | 917 pkt. (312-308-297)            |             | [ 4 ]  |
| IO 1900  | Karabin dowolny, trzy postawy, 300 m, drużynowo | 917 pkt. (ind.) 4166 pkt. (druż.) | 6           | [ 5 ]  |
| IO 1900  | Karabin dowolny leżąc, 300 m                    | 312 pkt.                          | 8           | [ 6 ]  |
| IO 1900  | Karabin dowolny klęcząc, 300 m                  | 308 pkt.                          | 4           | [ 7 ]  |
| IO 1900  | Karabin dowolny stojąc, 300 m                   | 297 pkt.                          | 4           | [ 8 ]  |
| IO 1908  | Karabin dowolny, trzy postawy, 300 m, drużynowo | 787 pkt. (ind.) 4509 pkt. (druż.) | 5           | [ 9 ]  |
| IO 1908  | Pistolet dowolny, 50 jardów                     | 490 pkt.                          |             | [ 10 ] |
| IO 1908  | Pistolet dowolny, 50 jardów, drużynowo          | 493 pkt. (ind.) 1863 pkt. (druż.) |             | [ 11 ] |
| IO 1920  | Karabin dowolny, trzy postawy, 300 m, drużynowo | 3936 pkt. (druż.)                 | 12          | [ 12 ] |
| IO 1920  | Karabin małokalibrowy stojąc, 50 m              | brak danych                       | brak danych | [ 13 ] |
| IO 1920  | Karabin małokalibrowy stojąc, 50 m, drużynowo   | 1785 pkt. (druż.)                 | 6           | [ 14 ] |
| IO 1920  | Karabin wojskowy leżąc, 300 m, drużynowo        | 264 pkt. (druż.)                  | 14          | [ 15 ] |
| IO 1920  | Karabin wojskowy leżąc, 600 m, drużynowo        | 264 pkt. (druż.)                  | 10          | [ 16 ] |
| IO 1920  | Karabin wojskowy stojąc, 300 m, drużynowo       | 217 pkt. (druż.)                  | 12          | [ 17 ] |
| IO 1920  | Karabin wojskowy leżąc, 300 i 600 m, drużynowo  | 469 pkt. (druż.)                  | 14          | [ 18 ] |
| IO 1920  | Pistolet dowolny, 50 m                          | 466 pkt.                          | 7           | [ 19 ] |
| IO 1920  | Pistolet dowolny, 50 m, drużynowo               | 466 pkt. (ind.) 2229 pkt. (druż.) | 5           | [ 20 ] |
| IO 1920  | Pistolet wojskowy, 30 m, drużynowo              | 1221 pkt. (druż.)                 | 7           | [ 21 ] |
| IO 1924  | Karabin dowolny leżąc, 600 m                    | 82 pkt.                           | 24          | [ 22 ] |
| IO 1924  | Karabin dowolny, drużynowo                      | 118 pkt. (ind.) 550 pkt. (druż.)  | 11          | [ 23 ] |
| IO 1924  | Karabin małokalibrowy leżąc, 50 m               | 391 pkt.                          | 9           | [ 24 ] |
| IO 1924  | Pistolet szybkostrzelny, 25 m                   | 8 pkt.                            | 51          | [ 25 ] |
| IO 1936  | Karabin małokalibrowy leżąc, 50 m               | 285 pkt.                          | 55          | [ 26 ] |
| IO 1936  | Pistolet dowolny, 50 m                          | 510 pkt. (90-86-87-71-89-87)      | 31          | [ 27 ] |

### Medale na mistrzostwach świata
Opracowano na podstawie materiału źródłowego:
| Mistrzostwa           | Konkurencja                                     | Wynik                  | Miejsce |
| --------------------- | ----------------------------------------------- | ---------------------- | ------- |
| Paryż 1900            | Karabin dowolny, trzy postawy, 300 m            | 917 pkt. (312-308-297) |         |
| Lyon 1904             | Pistolet dowolny, 50 m                          | 484 pkt.               |         |
| Lyon 1904             | Karabin dowolny stojąc, 300 m                   | 307 pkt.               |         |
| Bruksela 1905         | Karabin dowolny stojąc, 300 m                   | 326 pkt.               |         |
| Bruksela 1905         | Pistolet dowolny, 50 m, drużynowo               | 2486 pkt. (druż.)      |         |
| Bruksela 1905         | Karabin dowolny, trzy postawy, 300 m, drużynowo | 4626 pkt. (druż.)      |         |
| Bruksela 1905         | Pistolet dowolny, 50 m                          | 504 pkt.               |         |
| Mediolan 1906         | Pistolet dowolny, 50 m, drużynowo               | 2425 pkt. (druż.)      |         |
| Mediolan 1906         | Pistolet dowolny, 50 m                          | 509 pkt.               |         |
| Mediolan 1906         | Karabin dowolny, trzy postawy, 300 m, drużynowo | 4495 pkt. (druż.)      |         |
| Mediolan 1906         | Karabin dowolny stojąc, 300 m                   | 306 pkt.               |         |
| Zurych 1907           | Pistolet dowolny, 50 m, drużynowo               | 2398 pkt. (druż.)      |         |
| Zurych 1907           | Pistolet dowolny, 50 m                          | 504 pkt.               |         |
| Zurych 1907           | Karabin dowolny, trzy postawy, 300 m, drużynowo | 4672 pkt. (druż.)      |         |
| Zurych 1907           | Karabin dowolny stojąc, 300 m                   | 315 pkt.               |         |
| Wiedeń 1908           | Pistolet dowolny, 50 m, drużynowo               | 2415 pkt. (druż.)      |         |
| Wiedeń 1908           | Karabin dowolny, trzy postawy, 300 m            | 955 pkt.               |         |
| Wiedeń 1908           | Karabin dowolny stojąc, 300 m                   | 307 pkt.               |         |
| Hamburg 1909          | Pistolet dowolny, 50 m                          | 518 pkt.               |         |
| Hamburg 1909          | Karabin dowolny, trzy postawy, 300 m            | 987 pkt.               |         |
| Hamburg 1909          | Karabin dowolny, trzy postawy, 300 m, drużynowo | 4748 pkt. (druż.)      |         |
| Loosduinen 1910       | Pistolet dowolny, 50 m                          | 528 pkt.               |         |
| Loosduinen 1910       | Pistolet dowolny, 50 m, drużynowo               | 2480 pkt. (druż.)      |         |
| Loosduinen 1910       | Karabin dowolny, trzy postawy, 300 m, drużynowo | 4786 pkt. (druż.)      |         |
| Rzym 1911             | Pistolet dowolny, 50 m, drużynowo               | 2473 pkt. (druż.)      |         |
| Rzym 1911             | Karabin dowolny, trzy postawy, 300 m, drużynowo | 4603 pkt. (druż.)      |         |
| Bajonna/Biarritz 1912 | Pistolet dowolny, 50 m                          | 540 pkt.               |         |
| Bajonna/Biarritz 1912 | Pistolet dowolny, 50 m, drużynowo               | 2570 pkt. (druż.)      |         |
| Bajonna/Biarritz 1912 | Karabin dowolny, trzy postawy, 300 m            | 1038 pkt.              |         |
| Bajonna/Biarritz 1912 | Karabin dowolny stojąc, 300 m                   | 338 pkt.               |         |
| Viborg 1914           | Pistolet dowolny, 50 m                          | 528 pkt.               |         |
| Viborg 1914           | Pistolet dowolny, 50 m, drużynowo               | 2483 pkt. (druż.)      |         |
| Reims 1924            | Pistolet dowolny, 50 m                          | 527 pkt.               |         |
| St. Gallen 1925       | Pistolet dowolny, 50 m                          | 505 pkt.               |         |
| Antwerpia 1930        | Karabin małokalibrowy stojąc, 50 m, drużynowo   | 1794 pkt. (druż.)      |         |